# Здание школы (улица Харченко, 27)
Здание школы на улице Харченко, 27 / Кантемировской улице, 30 — памятник архитектуры. Расположен в Санкт-Петербурге.
Здание построено в 1930—1923 годах по проекту В. О. Мунца. Два корпуса школы расположены вдоль улиц под прямым углом друг к другу, их объединяет параболический в плане объём.
Главный корпус — трёхэтажный, длиной 120 метров, в нём расположены классы, лаборатории и кабинеты, коридоры расширяются световыми рекреациями. Стены лицевого фасада плоские, со стороны двора расположены выступы лестничных клеток. Окна сцеплены по вертикалям тягами. Во втором корпусе расположены младшие классы, библиотека и столовая. В объёме на стыке корпусов находятся вестибюль и актовый зал, на верхней части фасада этой части здания были изображены серп и молот.
В 2008 году прошла реконструкция здания, при ней серп и молот заменили на корабль под андреевскими флагами.